# Мише Дачов
Михаил (Мише) Дачов е български революционер, деец на Вътрешната македоно-одринска революционна организация.

## Биография
Мише Дачов е роден в град Щип, тогава в Османската империя. Работи като ковач. Дачов е един от първите посветени в революционното дело в Щип в 1893 – 1894 година от Гоце Делчев и Даме Груев. В 1900 година Дачов е основен куриер за Свободна България по канала Щип – Кюстендил заедно с помощника си дядо Трайчо от Ново село. В ковашката си работилница създава тайна железарска работилница за поправка на комитетското оръжие.